# Berwyn (Illinois)
Pour les articles homonymes, voir Berwyn.
Berwyn est une ville située dans le comté de Cook en proche banlieue de Chicago dans l'État de l'Illinois aux États-Unis. 
La partie sud de Berwyn était à l'origine composée de trois communautés: LaVergne, Upsola (nommé aussi Swedetown) et Berwyn. Cette zone est délimitée par la 31st Street et les avenues Ogden, Lombard et Harlem.

## Histoire
Le développement de Berwyn a commencé en 1856 lorsque Thomas Baldwin acheta 347 hectares de terres qu'il a subdivisé en vastes lots de 10 Acres, dans l'espoir de promouvoir LaVergne comme une grande communauté composée de personnes fortunées. Baldwin investi énormément pour son projet: constructions de routes, plantage de nombreux arbres (érables, cèdres...) dans toute la zone délimitée par Ridgeland Avenue à l'est, Harlem Avenue à l'ouest, 31st Street au nord, et au sud par Old Plank Road (renommée Ogden Avenue par la suite). À cette époque, le seul moyen pour se rendre à Chicago était le cheval. Pour arranger cela, Baldwin vendit en 1862 un terrain de 80 pieds de large aux chemins de fer de Chicago pour qu'ils prolongent leur ligne jusqu'à Berwyn.
Thomas Baldwin décéda en 1876 et sa fille Emma vendit une partie de LaVergne à un syndicat foncier dirigé par Marshall Field. En 1888, les premières pierres de Swedetown sont posées au nord de LaVergne avec l'arrivée d'un groupe d'immigrés venant de Suède. Ce quartier fut par la suite réputé pour la qualité de ses artisans et boulangeries.
La ville, maintenant connue sous le nom de Berwyn a eu ses vrais débuts lorsque deux avocats et partenaires immobiliers, Charles E. Piper et Wilbur J. Andews, ont acheté les 106 acres du syndicat Field pour le développement à proximité des voies ferrées. À cette époque, les lignes ferroviaires avaient un impact majeur sur le développement des banlieues de la région de Chicago. Piper et Andrews ont demandé aux responsables de construire une gare sur Oak Park, mais le chemin de fer a refusé, affirmant qu'il existait déjà des gares à LaVergne et à Harlem Avenue. Sans se décourager, les deux développeurs construisirent eux-mêmes une gare et le chemin de fer accepta de s'y arrêter.
Piper et Andrews avaient besoin d'un nom avec une subdivision croissante et une gare ferroviaire pour la desservir en cours de route. Ils ont recherché l'agent des passagers du train, PS Eustis, qui leur a fourni un ensemble d'horaires ferroviaires. Après les avoir traversés, ils rencontrèrent Berwyn, une petite ville située à environ 18 km à l'ouest de Philadelphie. Berwyn, en Pennsylvanie, était un beau et riche village connu pour ses beaux jardins et son cadre pittoresque. Comme c’était exactement le genre de communauté que les deux développeurs espéraient reproduire dans l’Illinois Piper et Andrews ont décidé que Berwyn était le nom parfait. Le 17 mai 1890, le conseil d’administration de la ville de Cicéron donne son approbation et Berwyn, Illinois, est né.
Bientôt, un magasin général et un immeuble de bureaux coûtant environ 6 000 dollars ont été construits, suivis par un petit bureau de poste. Les maisons ont rapidement suivi et progressivement, huit kilomètres de rues ont été macadamisés et des trottoirs ont été posés. Au cours de ces premières années, Piper et Andrews faisaient activement la promotion de leur communauté grandissante en faisant de la publicité dans les journaux de Chicago. Les annonces typiques se vantaient de l'emplacement idéal de Berwyn - à seulement 9 km / 28 minutes en train  de la gare de Union Station de Chicago - tandis que d'autres soulignaient les nombreuses églises, les écoles magnifiques, l'eau, les égouts, le service électrique et le manque de salons de Berwyn . Les annonces indiquaient que de nombreux lots de choix et résidences modernes étaient encore disponibles à des prix allant de 3 000 $ à 10 000 $.
À peu près au même moment, une autre communauté se développait encore du côté nord de Berwyn, avec l'aide de "Honest John" Kelly.
Située à plus d'un kilomètre et demi au nord des communautés en expansion du sud, cette zone s'étendait de Roosevelt Road à 16th Street et de Ridgeland à Harlem. En 1887, la Union Mutual Life Insurance Company construisit pour la première fois des logements pour ses employés à South Oak Park. Vendue sur le potentiel de la communauté, Kelly a ouvert un bureau sur Roosevelt Road, à l'ouest de Oak Park Avenue. Agent immobilier, constructeur, assureur et serviteur dans la communauté, Kelly était un entrepreneur typique du tournant du siècle, plein d'énergie et de dynamisme.
Seuls deux chemins de terre, Oak Park et Ridgeland Avenues, reliaient cette communauté à ses voisins du sud et s'étendaient à travers les nombreuses fermes et champs qui parsemaient la région. Les noms des rues d’un bout à l’autre de la ville ne concordaient pas et un demi-mile de champs séparaient les deux sections. Chaque communauté avait ses propres églises, magasins, clubs et transports en commun.
Au tournant du siècle, lorsque le district scolaire forestier de Oak Park-River fixa ses limites à Roosevelt Road, il élimina les familles du nord de Berwyn et rompit le lien qui unissait Berwyn à Oak Park. Les habitants du nord se tournèrent vers le sud et rejoignirent la ville de Berwyn en 1901.
La croissance de Berwyn est telle qu’une forme de gouvernement local est rapidement devenue nécessaire et qu’en 1902, elle a été incorporée en tant que village. Six ans plus tard, le 6 juin 1908, Berwyn devint une ville, recevant sa charte officielle de l'État de l'Illinois. Au recensement de 1910, Berwyn comptait 5 841 habitants.
Au cours des deux premières décennies du vingtième siècle, Berwyn se développa à peu près de la même façon que les autres banlieues de Chicago. Comme le stipule le "Guide WPA de l’Illinois", c’est un endroit dans lequel les "navetteurs pressés" se détendent le soir, jonchent les jardins, fixent les poules et tondent leurs pelouses. En 1921, la partie centrale de la ville commença son développement rapide. Un grand nombre de Tchèques se sont déplacés de la région de Plzeň dans l'ouest de Chicago à Berwyn et son voisin à l'est, Cicero. Des milliers de nouvelles maisons ont été construites chaque année. La croissance démographique et le remplissage de terrains vacants ont finalement permis de rapprocher les deux parties de Berwyn.
De nombreux nouveaux arrivants ont trouvé un emploi dans l'immense usine Hawthorne de Western Electric Company à Cicero, où ils se rendaient en tramway. Le 24 juillet 1915, Berwyn était plongé dans le deuil lorsque le navire à vapeur Eastland, affrété pour une excursion dans une entreprise de Western Electric, roula sur le côté dans la rivière Chicago, faisant 812 morts. Beaucoup à Berwyn ont perdu des parents, des amis ou des voisins lors de la catastrophe.
Le boom de la construction de Berwyn s'est poursuivi jusque dans les années folles, alors que les fermes et les champs cédaient la nuit à de nouvelles habitations. Des blocs entiers ont été construits en même temps, les entrepreneurs creusant tous les sous-sols simultanément, puis faisant appel à des équipes pour poser les fondations, suivis des menuisiers, des maçons et des plâtriers. Bloc après bloc, les bungalows ont augmenté lorsque la population de Berwyn a grossi: de 14.150 en 1920 à 47.027 en 1930, soit une augmentation de 222% en seulement dix ans.
Aujourd'hui, Berwyn possède la plus importante collection de bungalows de style Chicago du pays. Traditionnellement, les bungalows Berwyn sont des bâtiments d'un étage avec sous-sol et grenier, de deux à trois chambres à coucher, ainsi que d'un salon et d'une salle à manger. Les détails décoratifs comprenaient des boiseries en chêne et des vitraux. Les finances du propriétaire au moment de leur construction ont déterminé la conception spécifique des fenêtres, des toits et des intérieurs. Ces bungalows, construits entre les années 1920 et 1940, vont de styles plus modestes à des "super" bungalows plus grands, avec deux étages complets, des extérieurs en brique émaillée et des toits en tuiles - certains dans des couleurs flashy comme le bleu, le bleu-vert ou le multicolore.
Au cours de ces années, Berwyn s'est vanté d'être la ville dont la croissance était la plus rapide aux États-Unis. Pas plus tard qu'en 1991, le Chicago Sun-Times rapportait que "Berwyn possède la plus grande concentration d'institutions financières au monde - un hommage à la frugalité de ses ancêtres". Cermak Road, le principal corridor commercial de Berwyn, était autrefois connu sous le nom de "The Bohemian Wall Street".
Les familles d'origine tchèque et bohémienne, ainsi que de nombreux Italo-Américains, Grecs, Lituaniens, Polonais, Yougoslaves et Ukrainiens, ont été rejointes ces dernières années par des Hispaniques, des Afro-Américains et des Américains d'origine asiatique qui vivent maintenant à Berwyn. Au moment où Berwyn aborde le XXIe siècle, ses familles traditionnellement laborieuses, composées principalement de cols bleus et admirées conservatrices, sont rejointes par de jeunes familles de professionnels et une population croissante de résidents LGBT.
Maintenant, tout comme dans ces premiers temps, les Berwynites sont justement fiers de "Belle Berwyn". Avec ses rues bordées d'arbres, ses bungalows en briques robustes et ses «dames peintes» victoriennes, Berwyn continue d'être une communauté stable, sûre et diversifiée. Avec les efforts soutenus de ses propriétaires, de son milieu des affaires, de ses organisations civiques et de son gouvernement, Berwyn se réjouit de son "deuxième siècle" en célébrant son passé riche et varié.

## Politique
Le maire actuel est Robert Lovero depuis les élections de 2009, succédant à Michael O'Connor.

## Transports
Berwyn est desservie par la ligne de chemin de fer BNSF et Metra, qui exploite trois stations dans la ville: la station Harlem Avenue , la station Berwyn à Oak Park Ave et la station La Vergne à Ridgeland Ave.
L'Illinois Central Railroad est le deuxième chemin de fer Berwyn à être exploité à ce jour. La ligne entre Chicago et Freeport  , dans l'Illinois, a été construite entre 1886 et 1888 par les filiales de Chicago, Madison et Northern Railroad.  Un service de navette entre Chicago et Addison a été offert jusqu'en 1931. Une gare était située à Berwyn, juste à l'est de Oak Park Ave.  Au cours des années 1940, l'Illinois Central assurait des déplacements interurbains jusqu'à Sioux City. Les trains partiraient de la gare centrale de Chicago . Les Iowan et Hawkeye se sont rendus à Sioux City , tandis que le Land 'O Corn a couru vers Waterloo et le Sinnissippi à Freeport . Les passagers en provenance de Berwyn pourraient faire escale du drapeau pour le Sinnissippi . La gare a été retirée du service dans les années 1950. Au cours des années 1950 et 1960, le Hawkeye a continué à assurer un service passagers entre la gare centrale de Chicago et Sioux City sur la ligne. Amtrak  a exploité le service Black Hawk entre Chicago et Dubuque de 1974 à 1981. Aujourd'hui, l'itinéraire est uniquement utilisé pour le trafic de Train de fret.
Jusqu'en 1952, Berwyn était desservie par la succursale Douglas du "L" de Chicago . La ligne a été prolongée en 1924 jusqu'à Oak Park Ave, juste au nord du chemin Cermak. En 1952, le service ferroviaire à l’ouest de la 54e avenue a été suspendu et remplacé par un bus. [Les fairways qui servaient autrefois d’emprise pour le «L» existent toujours en tant que terrains de stationnement pour les achats le long du corridor de l’avenue Cermak.
Au début du XXe siècle, les chemins de fer Chicago et West Towns Railway exploitaient deux lignes de tramways à Berwyn, qui assuraient un transport peu coûteux aux résidents. La route La Grange opérait entre Cicero et La Grange et a été convertie en une ligne de bus en 1948. La route est maintenant empruntée par le 304 Pace Bus. La route Berwyn reliait Cicero à Lyon et a été convertie en une ligne de bus en 1941. Elle est maintenant empruntée par le 302 Pace Bus. 
Berwyn a également été brièvement desservie par une ligne à vapeur qui longeait la 19e rue à la fin du 19e et au début du XXe siècle. Une station était située à Ridgeland Ave. La ligne a été construite en 1890 par le Chicago and Northern Pacific Railroad sous le nom de Chicago & Southwestern Railroad. Il s'étendait de la ligne principale de C & NP à la 45e rue au sud de la 16e rue, puis à la 19e rue. Il a ensuite tourné vers le nord sur Harlem pour revenir sur la ligne principale C & NP. Les lots de formes différentes entre Austin Blvd et Ridgeland le long de la 19e rue témoignent de la présence antérieure de la ligne. 
La Blue Line du Métro de Chicago longe Berwyn, notamment à la station Oak Park. 

## Personnalités
- Gregory Polan, abbé-primat de la confédération bénédictine, né en 1950 à Berwyn.
- Bob Odenkirk, acteur, comédien et scénariste étasunien, connu pour son rôle de Saul Goodman dans Better Call Saul et Breaking Bad, est né le 22 octobre 1962 à Berwyn.